# Vieux sage
 (février 2010).
Améliorez-le ou discutez des points à vérifier. 
 (février 2010).
Si vous disposez d'ouvrages ou d'articles de référence ou si vous connaissez des sites web de qualité traitant du thème abordé ici, merci de compléter l'article en donnant les références utiles à sa vérifiabilité et en les liant à la section « Notes et références ».

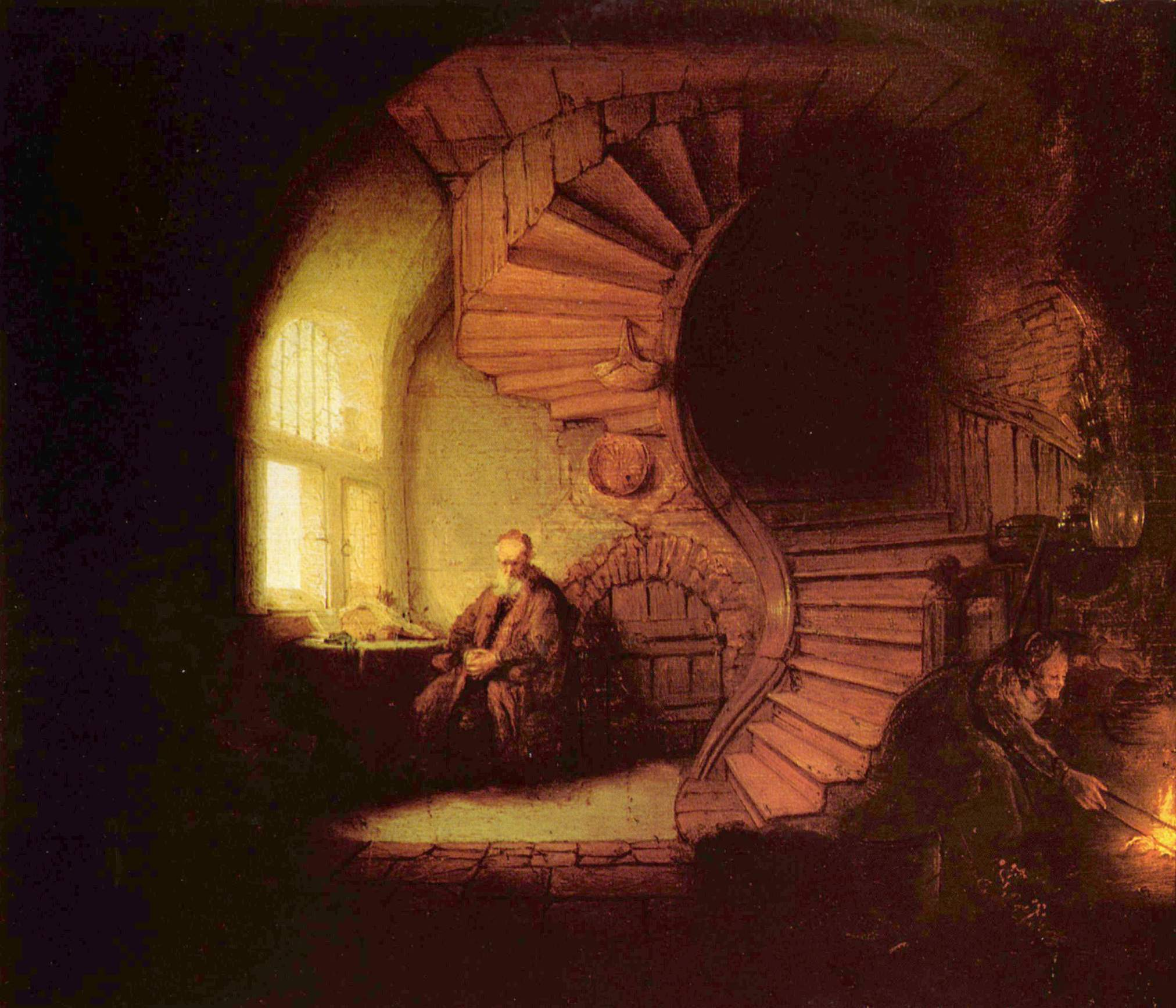
Illustration de Rembrandt

Le vieux sage (ou vieux maître) est, dans le domaine de la psychologie analytique, l'expression d'un complexe psychique autonome ayant l'apparence de la masculinité et âgé, soit dans le système psychique, soit dans les œuvres culturelles. Ce type d'expression psychique est désigné plus classiquement, depuis Carl Gustav Jung, sous le nom d'archétype. 
Cette part de l'être s'exprime au travers de la raison, des opinions, mais est aussi présente tant dans les rêves, les fantasmes et l'imaginaire, que dans les productions culturelles. 
Si l'archétype du vieux sage s'exprime dans les fantasmes et les rêves, il est exprimé aussi dans la culture dont la littérature classique et dans de nombreuses œuvres de fiction. Le vieux sage est représenté comme une figure paternelle plus âgée, bonne et sage, qui se sert de son savoir et de son expérience pour aider et guider les protagonistes.

## Quelques exemples

### Épopée de Gilgamesh
- Uta-Napishtim

### Mythologie grecque
- Mentor
- Nestor
- Tirésias

### Mythologie germanique
- Mímir

### Archétypes de magiciens, druides et de sorciers
- Merlin l'Enchanteur de la légende du roi Arthur
- Gandalf de l'univers de Tolkien
- Albus Dumbledore des romans et des films Harry Potter
- Panoramix dans l'univers d'Astérix
- Léonard, le personnage de bande dessinée inspiré de Léonard de Vinci
- Elminster de l'univers de Donjons et Dragons

### Archétypes de vieux scientifiques
- Professeur Simon de Capitaine Flam
- Professeur Charles Xavier des X-Men
- Maestro, personnage récurrent dans Il était une fois... l'Homme et les autres séries Il était une fois...

### Maîtres en arts martiaux
- Tortue Géniale, Maître Kaïo et le Tout-Puissant de la saga Dragon Ball
- Maître Miyagi dans Karaté Kid (The Karate Kid)
- Maître Splinter dans Les Tortues Ninja
- Maître Shifu Sweng dans Kung Fu Panda

### Autres patriarches, guides spirituels ...
- Yoda, Obi-Wan Kenobi et Qui-Gon Jinn de la saga Star Wars
- Le Grand Schtroumpf des Schtroumpfs
- Maître Hibou de Winnie l'ourson
- Chef de South Park
- Morpheus de Matrix
- Maestro de Il était une fois... l'Homme
- Jiraiya de Naruto
- Shanks le Roux de One Piece
- Le père Fouras de Fort Boyard
- Sage l'Ancien dans La Ferme des animaux de George Orwell
- Dohko dans Chevaliers du Zodiaque
- Le sage de la montagne dans Kirikou